# Douglas Knight
Douglas Knight es un deportista estadounidense que compitió en vela en la clase Star. Ganó tres medallas en el Campeonato Mundial de Star entre los años 1961 y 1979.

## Palmarés internacional
| Campeonato Mundial | Campeonato Mundial             | Campeonato Mundial | Campeonato Mundial |
| Año                | Lugar                          | Medalla            | Clase              |
| ------------------ | ------------------------------ | ------------------ | ------------------ |
| 1961               | San Diego (Estados Unidos)     | Medalla de oro     | Star               |
| 1965               | Newport Beach (Estados Unidos) | Medalla de bronce  | Star               |
| 1979               | Marstrand (Suecia)             | Medalla de plata   | Star               |